# ティグラト・ピレセル2世
ティグラト・ピレセル2世（Tiglath Pileser II、在位：紀元前967年 - 紀元前935年）は、中アッシリア王国時代のアッシリアの王である。アッカド語ではトゥクルティ・アピル・エシャラ（Tukulti apil Esharra）と表記され「我が頼りとするはエシャラの息子」と言う意味である。
ティグラト・ピレセル1世時代のアラム人侵入に端を発するアッシリアの混乱時代の王であり、比較的長期の在位期間にもかかわらず彼の治世に関する情報は現在まで殆ど発見されていない。死後、息子のアッシュール・ダン2世が次の王に即位した。